# Trude Petri
Trude Petri, née le 25 août 1906 à Hambourg et morte le 5 février 1998 à Vancouver, est une sculptrice, peintre et designeuse céramiste allemande. Elle travaille essentiellement pour la Manufacture royale de porcelaine de Berlin pour laquelle elle conçoit de nombreuses pièces d'une grande simplicité élégante, souvent sans ornements. Les œuvres de Trude Petri sont toujours fabriquées et commercialisées.

## Biographie

### Jeunesse et formation
Gertrud "Trude" Raben est née le 25 août 1906 à Hambourg dans une famille de marchands. De 1925 à 1927, elle fréquente des écoles d'arts à  Hambourg et commence une formation de potière. En 1927, elle s'installe à Berlin et suit le cours de céramique d'Otto Gothe à l'École nationale des beaux-arts et des arts appliqués, qui devient par la suite l'Université des arts de Berlin, dans la classe de céramique. La classe de céramique d'Otto Gothe, est affiliée à la Manufacture royale de porcelaine de Berlin,.

### Carrière de designeuse
À partir de 1928, Trude Petri travaille comme employée indépendante à la Manufacture royale de porcelaine de Berlin et, en  1929, le nouveau directeur Günther von Pechmann (de) lui offre un poste permanent de designeuse,.

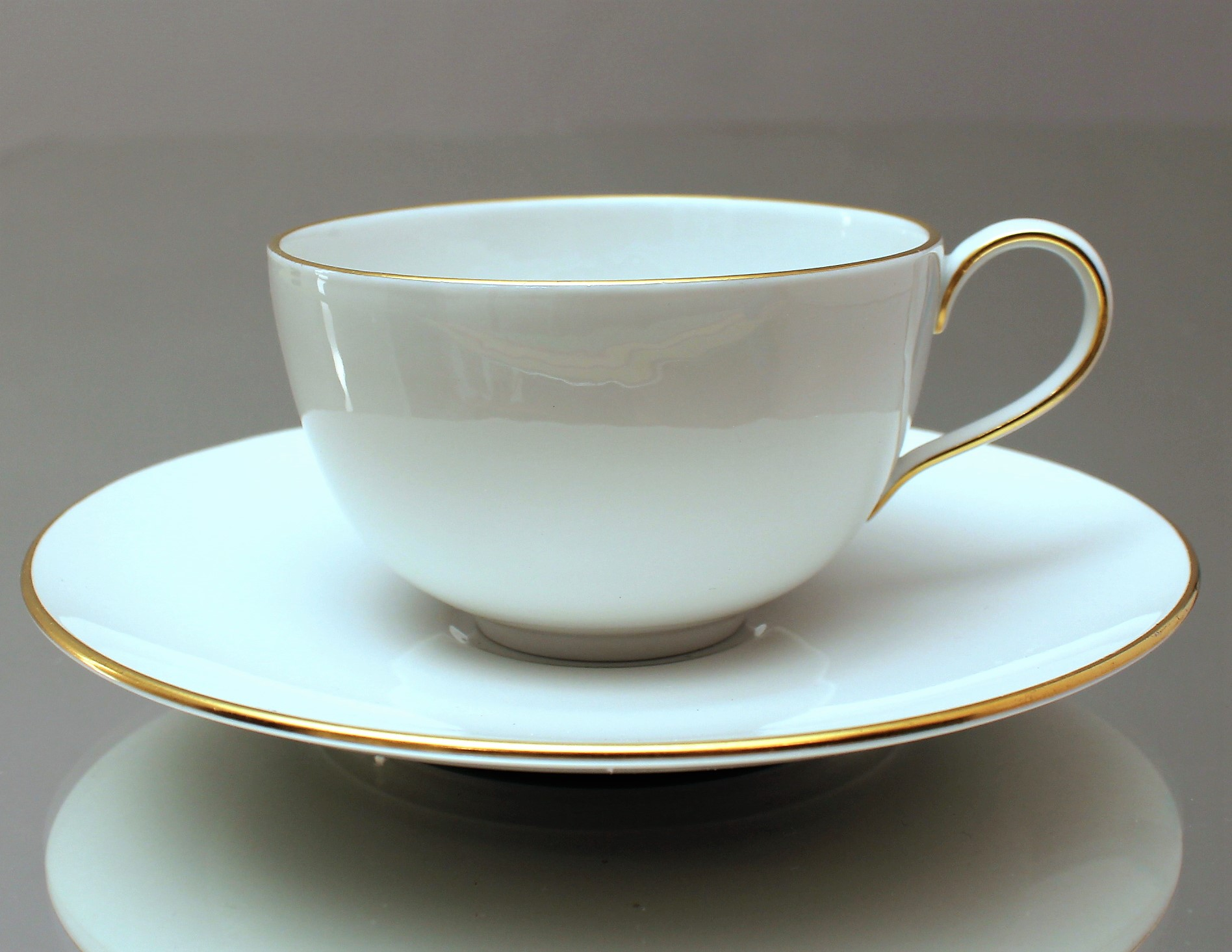
Tasse à café et soucoupe du service Urbino de la Manufacture royale de porcelaine de Berlin (design : Trude Petri, 1931)

De 1930 à 1932, elle conçoit le service de table Urbino. Le design élégant est construit à partir de la formes de base du cercle et de la sphère et est inspiré des bols à riz chinois et des assiettes en céramique de la Renaissance italienne. Il est en ligne avec les théories du Werkbund allemand et du Bauhaus qui veulent que la forme soit adaptée au matériau et réduite à l'essentiel. Il répond aussi aux exigences de la production en série et d'une utilisation polyvalente. Le service est récompensé par une médaille d'or à la Triennale de Milan en 1936 et reçoit le Grand Prix à l'Exposition universelle de Paris en 1937. Le service, devenu un classique, est toujours commercialisé en 2025 et fait partie des collections du Musée d'art moderne de New York.et de celles du Musée des beaux-arts de Montréal,,,. 
La même année, Trude Petri modernise et agrandit le service à café et à thé Neuberlin, conçu en 1860 par le maître modéliste Julius Mantel (1820–1896).
En 1938, à l'occasion du 175e anniversaire de la Manufacture, elle crée la série Arkadia en collaboration avec le sculpteur Siegmund Schütz (de). Elle conçoit la forme et Siegmund Schütz les médaillons en porcelaine non émaillée. Le design est caractérisé par des lignes claires, les formes sont cylindriques ou coniques. Les assiettes s'inspirent des assiettes en étain du XVIIe siècle, avec une rupture nette entre le bord et le centre. Les médaillons représentent des scènes d'Arcadie,. Les bâtiments de la Manufacture à Tiergarten sont détruits dans la nuit du 22 au 23 novembre 1943 et les moules pour la porcelaine d'Urbino sont perdus. 
Après la Seconde Guerre mondiale, la forme Arkadia est également fabriquée sans médaillons sous le nom d' Urania. De 1947 à 1949, Trude Petri ajoute des services à café, moka et thé au service Urbino.
En 1940, Trude Petri conçoit, en collaboration avec Gerhard Gollwitzer (de), le service Feldblumenrelief auf Bord dont le design strict est compensé par un délicat relief de fleurs des champs.

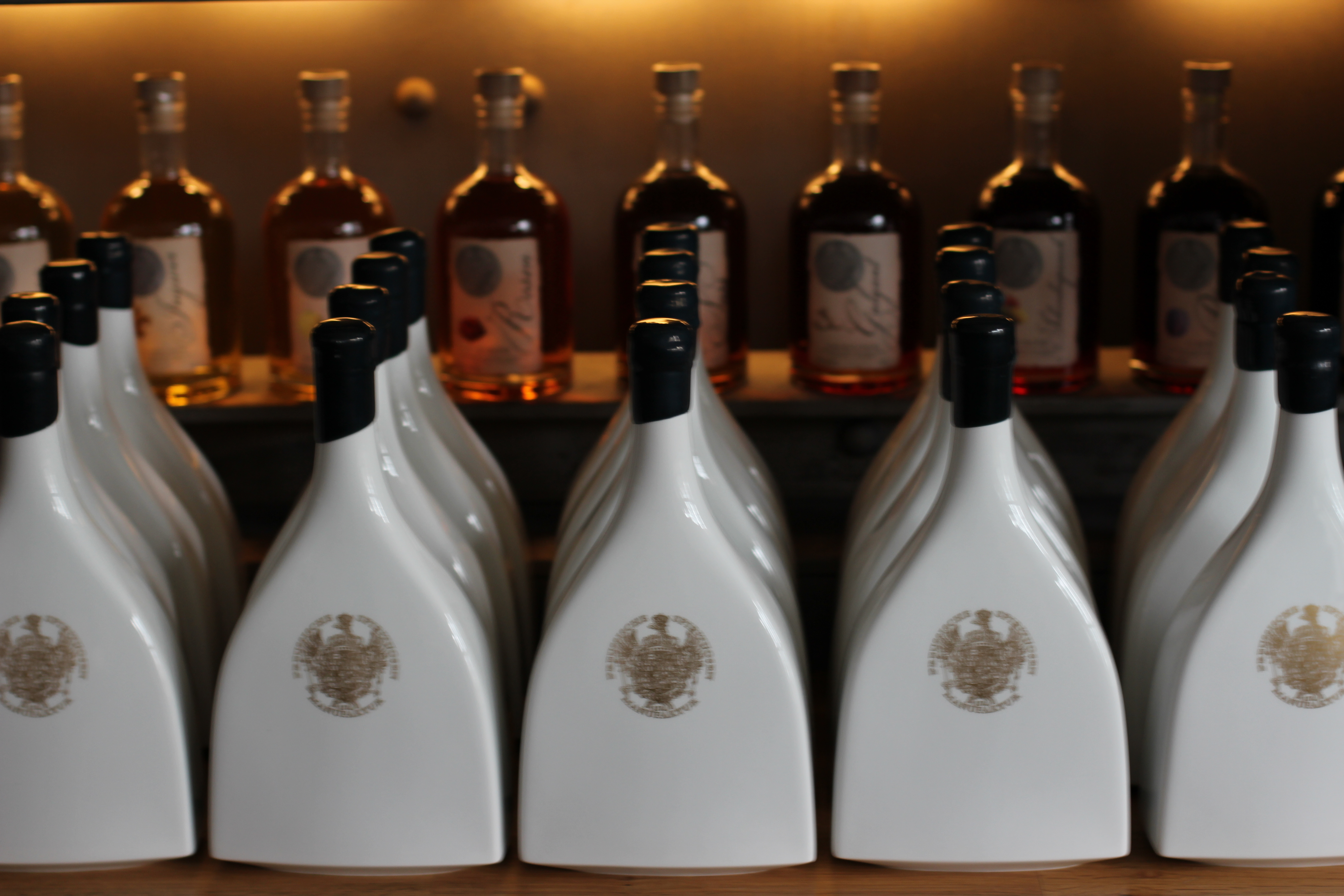
Bouteilles de gin de la conçues par Trude Petri

En 1949, Trude Petri épouse l'architecte et designer américain John Raben et s'installe avec lui à Chicago en 1950, où elle ouvre son propre atelier tout en restant associée à la Manufacture royale de porcelaine de Berlin comme designeuse indépendante. En 1953, elle conçoit des bouteilles de bar en porcelaine blanche ou vert céladon. Jusqu'en 1967 elle dessine des vases et des cendriers, en 1950 les salières et poivrières Igel, en 1953 le service à salade Urbino  et en 1966 un jeu d'échecs en porcelaine,,. 
En 1947, Trude Petri conçoit le vase en porcelaine Blumenbecher, conforme à son style simple et élégant. La Manufacture royale réédite ce vase en 2006, à l'occasion du 100e anniversaire de sa créatrice phare.   
En 1967, elle conçoit sa dernière création pour la Manufacture royale, le vase Tea, plus tard commercialisé sous le nom Cadre. 
En 1985, elle conçoit le service City pour Arzberg.  
Trude Petri décède, à l'âge de 90 ans, le 5 février 1998 à Vancouver, où elle s'est installée après le décès de son mari.  
Ses créations sont toujours fabriquées à la main et considérées comme des classiques du design. 

## Expositions
- 1937 : Exposition universelle de Paris et Triennale de Milan (médaille d'or pour « Urbino »)[11]
- 1951 : Good Design,  MoMA[6]
- 1954 : 10e Triennale de Milan – Prix pour les bouteilles de bar en porcelaine blanche ou vert céladon[8],[11]
- 2006 : Exposition anniversaire au Kunstgewerbemuseum de Berlin pour le 100e anniversaire de Trude Petri et Siegmund Schütz[13]